# Qaraqullar
Qaraqullar è un comune dell'Azerbaigian situato nel distretto di Daşkəsən. Conta una popolazione di 796 abitanti.